# Víctor Hugo Peña
Víctor Hugo Peña Grisales (født 10. juli 1974) er en colombiansk tidligere professionel cykelrytter.